# Con Sud
El Con Sud (castellà, Cono Sur; portuguès, Cone Sul) és la zona més austral del subcontinent sud-americà que, en forma d'un gran triangle, se sembla a la figura d'una península. Es troba al sud del Tròpic de Capricorn, i està format per l'Argentina, Xile, Paraguai, i l'Uruguai. Els estats meridionals del Brasil i el departament bolivià de Tarija són de vegades considerats com a part del Con Sud.
En el sentit més restringit només s'inclou a l'Argentina, Xile i l'Uruguai, limitant al nord amb els estats de Brasil, Paraguai, Bolívia i el Perú, a l'oest amb l'oceà Pacífic, i al sud amb la confluència entre els oceans Pacífic i l'Atlàntic.
Ocasionalment s'inclou l'estat de São Paulo dins del Con Sud per reunir diverses característiques en comú: la proximitat, l'elevada industrialització, la seva taxa d'urbanització, l'elevat PIB i el predomini de població eurodescendent.
El Con Sud, en sentit estricte, té aproximadament 60 milions d'habitants i, des dels anys 1950, una baixa taxa de natalitat, la qual cosa és comú a l'Argentina, Xile i l'Uruguai.
A més les capitals dels països esmentats, Buenos Aires, Santiago de Xile i Montevideo, es troben pràcticament en un paral·lel geogràfic. Les regions sud i sud-est del Brasil, ambdues freqüentment incloses, tenen 120 milions d'habitants.
L'etnografia de la regió varia segons el sector d'aquesta, però es pot dir que, en general, la població és d'origen europeu i, a diferència de la resta de Llatinoamèrica, influeix de manera totalment majoritària en països com l'Argentina (75%), l'Uruguai (88%) i estats del sud del Brasil (Més del 80 per cent en: Santa Catarina i Rio Grande do Sul; entre 70 i 80 per cent en: Paraná i São Paulo. I altres quatre estats tenen una proporció significativa dels blancs, estos són: Rio de Janeiro, Mato Grosso do Sul, Minas Gerais i Goiás). Caucàsics són una part important de la població al Brasil (47%) i Xile (20-30%).
| Ancestralitat genética de la població argentina | Ancestralitat genética de la població argentina | Ancestralitat genética de la població argentina | Ancestralitat genética de la població argentina | Ancestralitat genética de la població argentina |
| Fuente                                          | Europea                                         | Indígena                                        | Africana                                        | Asiática                                        |
| ----------------------------------------------- | ----------------------------------------------- | ----------------------------------------------- | ----------------------------------------------- | ----------------------------------------------- |
| National Geographic (2018)                      | 52%                                             | 27%                                             | 14%                                             | 4%                                              |
| Homburguer et al. (2015)                        | 67,3%                                           | 27,7%                                           | 3,36%                                           | 0,14%                                           |
| Avena et al. (2012)                             | 65%                                             | 31%                                             | 4%                                              | -                                               |
| Oliveira (2008)                                 | 60%                                             | 31%                                             | 9%                                              | -                                               |

## Ciutats principals
Segons la seva població, les ciutats més grans i poblades del Con Sud són:
| Ciutat       | País      | Població                       |
| ------------ | --------- | ------------------------------ |
| São Paulo    | Brasil    | àrea metropolitana: 22.927.985 |
| Buenos Aires | Argentina | àrea metropolitana: 12.995.397 |
| Santiago     | Xile      | àrea metropolitana: 7.028.590  |
| Curitiba     | Brasil    | 1.828.092                      |
| Montevideo   | Uruguai   | 1.668.335                      |
| Córdoba      | Argentina | 1.315.400                      |